# プロピオンシンターゼ
プロピオンシンターゼ(Propioin synthase、EC 4.1.2.35)、以下の化学反応を触媒する酵素である。
4-ヒドロキシ-3-ヘキサノン{\displaystyle \rightleftharpoons }2 プロピオンアルデヒド
従って、この酵素の基質は4-ヒドロキシ-3-ヘキサノンのみ、生成物はプロピオンアルデヒドのみである。
この酵素はリアーゼ、特に炭素-炭素結合を切断するアルデヒドリアーゼに分類される。系統名は、4-ヒドロキシ-3-ヘキサノン プロパナールリアーゼ (プロパナール形成)(4-hydroxy-3-hexanone propanal-lyase (propanal-forming))である。他に、4-hydroxy-3-hexanone aldolase、4-hydroxy-3-hexanone propanal-lyase等とも呼ばれる。